# Варваринская свеча

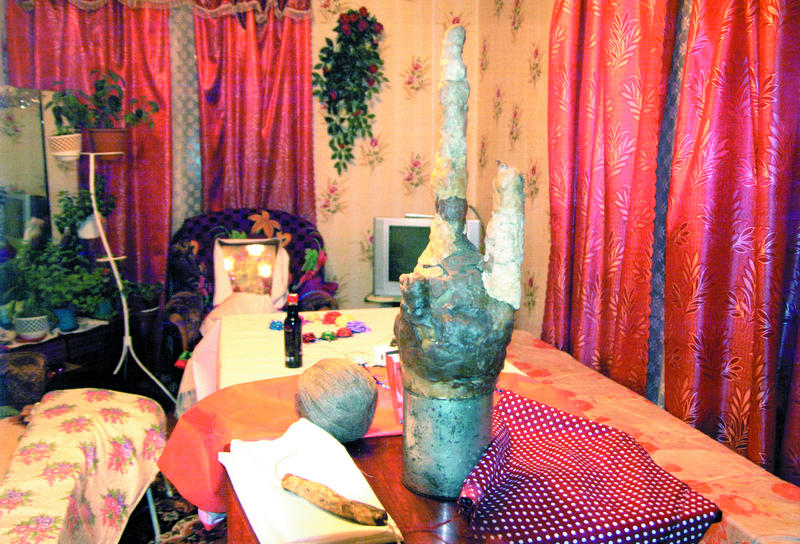
Варваровская свеча с «телом», «головкой» и «ручками»

Варваринская свеча («Варварынская свяча», «Гуляць Варварыну свечку», «Гуляць свечку», «Вынас свячы») — обряд почитания свечи женщинами деревни Бастеновичи Мстиславского района Могилёвской области Беларуси. В 2011 году внесён в Государственный список историко-культурных ценностей Республики Беларусь (шифр 53АК000070).

## История
О начале традиции почитания свечи местные жители не знают. Известно, что текущая свечка передаётся ещё с 1905 года. Её история связана с судьбой нескольких семей. Юлия Андреевна Шуменцева — хозяйка дома, в котором свеча хранилась в 2009 году, — сообщила, что ещё её бабушка, Сергеева Наталья Алентовна, 1892 года рождения, помнила, как начали проводить этот обряд, и сама потом участвовала в нём. В обряде участвовала также и бабушка мужа Шуменцевой Ю. А. — Шуменцева Татьяна Власовна, 1894 года рождения, и её мать — Куликова Анна Васильевна, 1924 года рождения, которая привела Юлию Андреевну на обряд, когда той было десять лет.
Когда-то в Бастеновичах было две группы женщин, которые объединялись вокруг двух свечей. Сегодня осталась только одна. Круг почитательниц второй постепенно сужался, поскольку женщины старели и умирали, а новые члены в сообщество не вступали. Со временем остались только две пожилые односельчанки, которые сперва передавали свечу друг другу, а позже у них уже просто не стало хватать сил ежегодно ездить в райцентр и освящать оброчную свечу в церкви. Тогда они решили разделить свечу между собой. Одна женщина взяла себе верхнюю часть, а вторая — нижнюю. Последняя вскоре скончалась. Её смерть побудила жительниц сохранить традицию.

## Описание

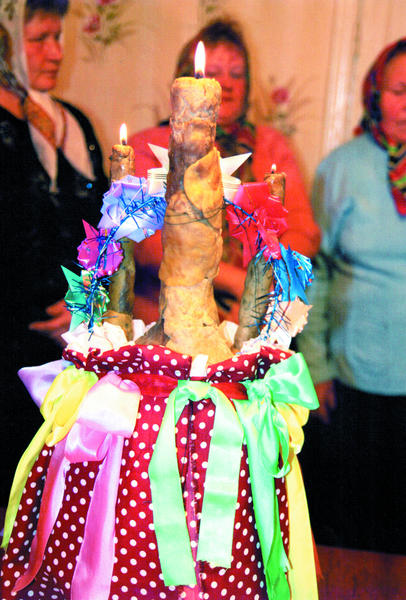
Одетая свеча

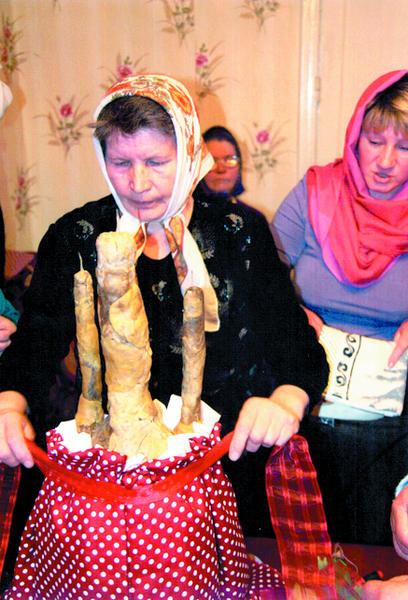
Обряд одевания

Обряд является оброчным. Особенность его заключается в том, что оброк (разноцветные ленты, ткань, рушники) могут приносить исключительно женщины. Свеча сделана в честь святой мученицы Варвары, которая была убита собственным отцом за исповедование христианства. Женщины верят в силу предмета и просят у него помощи. Внешне свеча напоминает человеческую фигуру с поднятыми вверх руками и состоит из «тела», «головки» и «ручек».
Раз в год накануне дня святой Варвары вечером 16 декабря свечу «омолаживают» — прикрепляют новые самодельные свечи к старым — и сменяют «одежду», а потом накрывают праздничный ужин. На следующий день женщины отвозят свечу в церковь для освящения. Вечером односельчанки собираются снова, чтобы чествовать свечу в новом доме. Вместе с иконой святой Варвары и хлебом её ставят в покуть.
Вокруг оброчной свечи сформировался своеобразный союз женщин пожилого и среднего возраста, присоединившихся к обряду, чтобы побороть личное горе или несчастье. Из года в год свеча переходит из дома в дом, от одной хозяйки к другой. Последовательное чередование не нарушается десятилетиями. Если же какая-то хозяйка желает присоединиться к союзу односельчанок, то она на очереди первая. Круг участниц обряда достаточно узкий и включает около десяти человек из разных семей.